# ジュセリーノ・クビチェック

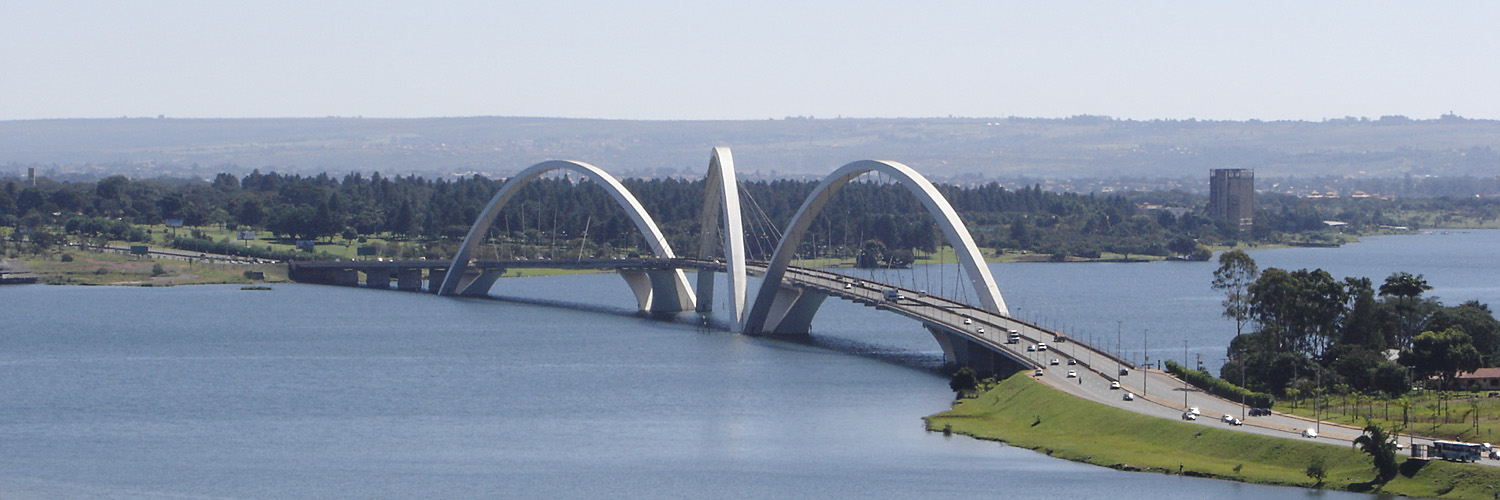
ジュセリーノ・クビシェッキ橋

ジュセリーノ・クビチェック・デ・オリヴェイラ（Juscelino Kubitschek de Oliveira [ʒuseˈlinu kubiˈtʃɛk(i) dʒi oliˈvejɾɐ]、1902年9月12日 - 1976年8月22日）は、ブラジルの政治家で、元ブラジル連邦共和国大統領。愛称は"JK"。

## 政歴
行商人ジョアン・セザル・デ・オリヴェイラと、教師ジュリア・クビチェックの子として生まれた。母の先祖はチェコ移民であり（チェコ語の姓Kubíčekをドイツ語風のKubitchekに変えている）、民族的にはロマであった。彼が3歳の時に父が死んだため、以後一家は母の少ない収入のみで生活した
。ミナス・ジェライス連邦大学で学んだ。
しかしその後政界に進出し、1934年に同州の州議会選挙に出馬し、その後1940年には州都ベロオリゾンテの市長に就任する｡その後再選された後に、1950年よりミナスジェライス州知事を務めた。

## 大統領

### ブラジリア建設
1955年に｢50年の進歩を5年で｣をスローガンに大統領選挙に出馬し当選する。国民へのアピールに航空機を多用して南から北までブラジル中を周ったため、「ジェット大統領」と呼ばれた。1956年1月31日に大統領に就任し、日本やアメリカ、ドイツなどからの外資導入と工業化を積極的に推進するとともに、同年に内陸部の発展促進を目的に新首都ブラジリアの建設に取り掛かる。
建設はクビチェックの任期である5年以内に間に合うよう、急ピッチで進められわずか41ヶ月間で完成。1960年4月21日には沿岸部のリオ・デ・ジャネイロから首都を移し新首都としての供用を開始することになった。
しかし、ブラジリアの建設の為の無理な借款と首都移転にかかる膨大な資金、サンパウロやリオ・デ・ジャネイロ、クリチバなどの沿岸部の主要都市から遠く離れ、陸上交通手段も確立されていないブラジリアに首都を移転したことによる効率の低下などによる様々な経済的負担は、その後ブラジル経済に重くのしかかり、1960年代から1980年代にかけてのハイパーインフレーションとそれがもたらす経済停滞の原因となる。

### 賛否
積極的な外資導入などにより日本やアメリカなど諸外国での評価は高かったものの、ブラジリア建設と遷都などの強引な手法、そして経済的な混乱を招いたことに対してブラジル国内では賛否が大きく分かれた。
その後1960年10月に行われた大統領選挙では、ブラジル社会党選出の後継候補がサンパウロ州知事で国民民主同盟のジャニオ・クアドロスに敗れる。1961年1月に任期切れに伴い大統領を辞任する。

## 辞任後
その後1964年4月に軍部親米派のカステロ・ブランコ将軍の起こしたクーデターにより、10年間の公民権剥奪を命ざれたことをきっかけにアメリカ及びヨーロッパに亡命する。その後1967年にブラジルに戻るものの、1976年にリオ・デ・ジャネイロ郊外で自動車事故により死亡した｡しかし、2013年12月10日、政府あるいはサンパウロ市の「ウラジミール・ヘルツォークの真実委員会」は、クビチェックの死因は軍部による暗殺だったと発表した。しかし、証拠などの詳細は明らかにされていない。
ブラジリアの国際空港と橋にクビチェックの名前がつけられている。また、1985年より発行されていた旧10万クルゼイロ紙幣と1986年のデノミネーションに伴って切り替えられた100クルザード紙幣に肖像が使用されていた。